# 岡山県道417号和気吉井線
岡山県道417号和気吉井線（おかやまけんどう417ごう わけよしいせん）は、岡山県和気郡和気町から赤磐市に至る一般県道である。

## 概要
和気郡和気町本（ほん）と赤磐市稲蒔（いなまき）を吉井川右岸に沿って結ぶ。

### 路線データ
- 起点：和気郡和気町本（本交差点、岡山県道・兵庫県道96号岡山赤穂線交点）
- 終点：赤磐市稲蒔（国道374号交点）
- 総延長：15.3 km
- 通行不能区間：和気郡和気町津瀬 - 赤磐市稲蒔

## 歴史
- 1973年（昭和47年）12月14日 - 岡山県告示第1,176号により認定される。
- 2005年（平成17年）3月7日 - 瀬戸町以外の赤磐郡に属する町が対等合併して赤磐市が発足したことに伴い終点の地名表記が変更される（赤磐郡吉井町稲蒔→赤磐市稲蒔）。
- 2006年（平成18年）3月1日 - 和気郡に属する佐伯町・和気町が対等合併して改めて和気郡和気町が発足したことに伴い和気郡和気町と赤磐市の1市1町を通る路線になる。

## 路線状況
和気側・吉井側とも末端部手前は未舗装道路が長く続いている。通行不能区間内には人家はなく、また対岸（左岸）には整備の完了した国道374号があるため通行不能の解消は当面行われないものと思われる。

## 地理

### 通過する自治体
- 和気郡和気町
- 赤磐市

### 交差する道路
| 交差する道路                                                  | 市町村名 | 市町村名 | 交差する場所     | 交差する場所    |
| ------------------------------------------------------------- | -------- | -------- | ---------------- | --------------- |
| 岡山県道・兵庫県道96号岡山赤穂線                              | 和気郡   | 和気町   | 本（ほん）       | 本交差点 / 起点 |
| 岡山県道53号御津佐伯線                                        | 和気郡   | 和気町   | 佐伯             |                 |
| 通行不能区間                                                  |          |          |                  |                 |
| 国道374号 国道484号 重複 岡山県道703号備前柵原自転車道線 重複 | 赤磐市   | 赤磐市   | 稲蒔（いなまき） | 終点            |

### 沿線
- 吉井川
- 吉井川ふれあいパーク